# Ángel Silva
Ángel Manuel Silva (n. en San Martín, 5 de marzo de 1942 - f. en Don Torcuato, 11 de marzo del 2003) fue un futbolista argentino, quien alcanzó notoriedad como jugador en el Club Atlético Lanús.

## Carrera
De familia humilde, su padre murió cuando él tenía quince años, por lo que debió salir a trabajar para ayudar en la economía familiar.
Comenzó a jugar en las inferiores del Club Atlético Chacarita Juniors, pero no pudo hacerse un lugar y en 1964 llegó a Lanús recomendado por Ernesto Duchini, por entonces director técnico de Chacarita. En Lanús se consagró y formó una dupla ofensiva muy importante junto al jugador paraguayo Bernardo Acosta. Fueron apodados "los albañiles", debido a las paredes que realizaban en el campo de juego.
Entre 1967 y 1968 fue convocado siete veces a la Selección Nacional, donde convirtió un gol.
En 1970 fue transferido al club rosarino Newell's Old Boys. Cuatro años más tarde comenzó a jugar en Banfield, donde se retiraría un año más tarde. En total jugó 313 partidos en su carrera, donde marcó 87 goles.
Falleció de un paro cardíaco en el año 2003, luego de jugar un partido de fútbol de veteranos.